# Petroglyphen von Högsbyn

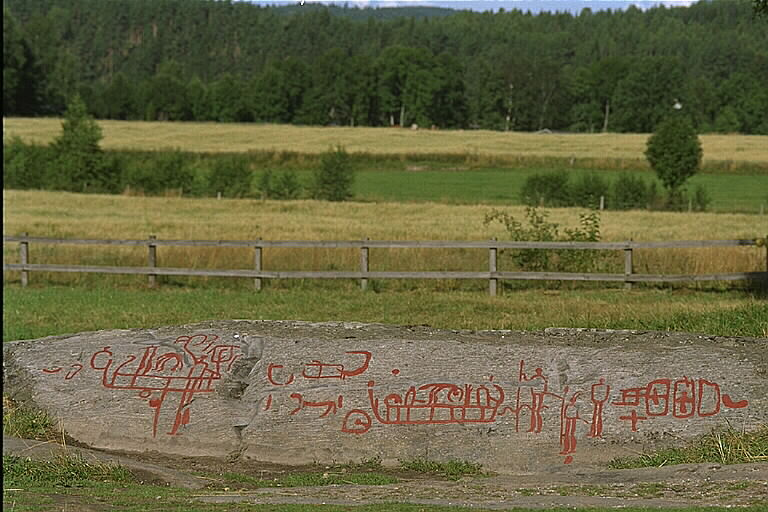
Abbildungen, die als Frühjahrsprozession gedeutet wurden mit Schiffen, Akrobaten und Lurenbläsern.

Die Petroglyphen von Högsbyn sind eine größere Ansammlung von Felsritzungen aus der Bronzezeit im 100 × 600 Meter großen Aufschluss- und Naturschutzgebiet Tisselskog nördlich des Brudfjällsvägen in Bengtsfors in Dalsland in Schweden.
Die etwa 2500 Ritzungen befinden sich in der Umgebung des Ortes Högsbyn auf rund 300 Aufschlüssen. Am dichtesten treten die Petroglyphen auf einer Halbinsel im See Råvarp auf. Hier wurden die ersten Abbildungen 1718 von Lars Hesselgren entdeckt. Die Datierung in die Bronzezeit mit einer Entstehung vor 2500 bis 3000 Jahren erfolgte mit Hilfe von ähnlichen Darstellungen aus Gräbern. Der hier vorkommende Kalkschiefer war recht einfach zu bearbeiten.
Es kommt eine Vielzahl unterschiedlicher Figuren und Formen vor, darunter Darstellungen von Fuß- und Handabdrücken, Menschen, Radkreuzen, Tieren, Schiffen, schlangenartige Schleifen, grob skizzierte Bäumen oder Formen, die als Anker gedeutet wurden sowie Schalensteine. Zur Verbesserung der Sichtbarkeit sind viele Ritzungen mit roter Farbe gefüllt worden. Einzelne Steine mit Petroglyphen befinden sich in den Grundmauern alter Gebäude.
Im Naturreservat gibt es neben den Felsritzungen andere bronzezeitliche Zeugnisse, wie Gräber, Rösen und Steinsetzungen.

Högsbyn
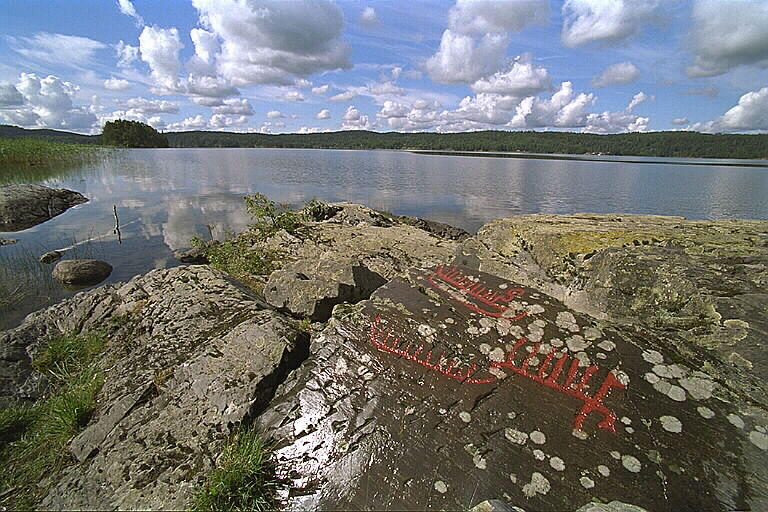
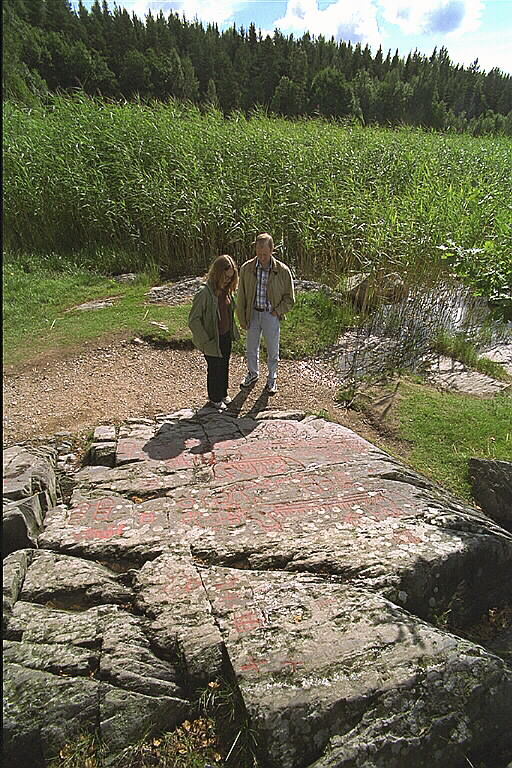
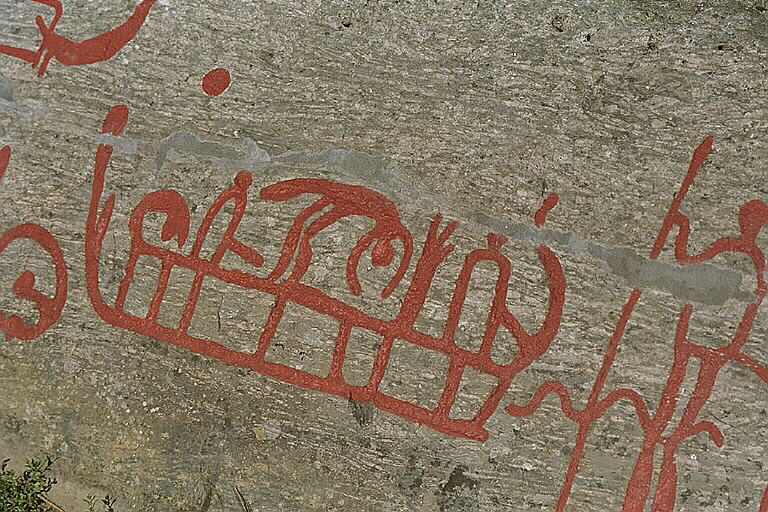
Salto über dem Schiff
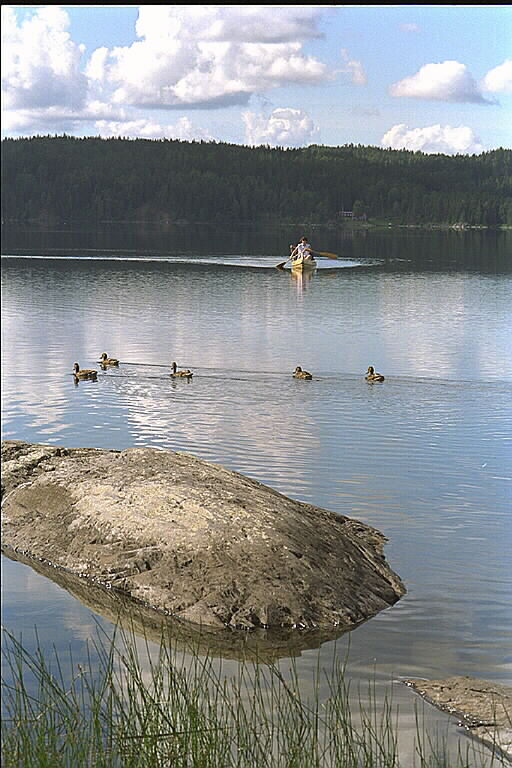
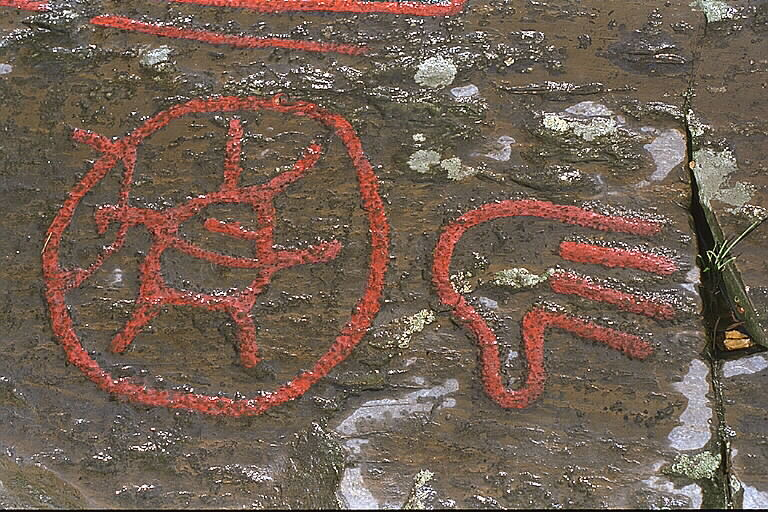
Speichenrad wie in Helgaberget

## Belege
1. 1 2  Hällristningarna i Högsbyn, Tisselskog. Statens fastighetsverk, abgerufen am 1. Dezember 2017 (schwedisch).
2. ↑  Högsbyn. Länsstyrelsen Västra Götalands län, abgerufen am 1. Dezember 2017 (schwedisch).
3. 1 2  Andersson, Herjulfsdotter & Åshede: Naturreservat Tissleskog. (PDF) Västkuststiftelsen, 2014, abgerufen am 1. Dezember 2017 (schwedisch).
4. ↑  Petroglyphen von Högsbyn – Eintrag in der Datenbank „Fornsök“ des Riksantikvarieämbetet (schwedisch)